# T-BOLAN COMPLETE SINGLES 〜SATISFY〜
『T-BOLAN COMPLETE SINGLES 〜SATISFY〜』（ティー・ボラン・コンプリート・シングルス〜サフィスティ～）は、T-BOLANのベスト・アルバム。2023年8月16日発売。発売元はB ZONE。

## 内容
デビューシングル「悲しみが痛いよ」からアルバム『愛の爆弾=CHERISH 〜アインシュタインからの伝言〜』まで、リミックスを除く全てのシングルを完全収録した2枚組ベストアルバム。
2023年8月19日からのシングル全曲を披露するシングル・ベストツアー「T-BOLAN LIVE TOUR 2023-2024 “SINGLES” ～波紋～」の開催に合わせて発売された。
"全シングル収録・究極のシングルベストアルバム"と釘打っているものの、公式サイトにも記載されている1998年発売の「じれったい愛'98」はシングルでありながら本作には収録されていない。
封入特典として全シングル曲のカラオケ音源がダウンロードできるパスコードが封入された。

## 収録曲

### DISC 1
1. 悲しみが痛いよ
  - 作詞・作曲:川島だりあ、編曲:西田魔阿思惟

1stシングル。
2. 離したくはない
  - 作詞・作曲:森友嵐士、編曲:西田魔阿思惟

2ndシングル。
3. JUST ILLUSION
  - 作詞:高樹沙耶、作曲:織田哲郎、編曲:明石昌夫

3rdシングル。ベストアルバム初収録。
4. サヨナラから始めよう
  - 作詞:森友嵐士、作曲:織田哲郎、編曲:T-BOLAN・明石昌夫

4thシングル。
5. じれったい愛
  - 作詞・作曲:森友嵐士、編曲:T-BOLAN・明石昌夫

5thシングル。
6. Bye For Now
  - 作詞・作曲:森友嵐士、編曲:T-BOLAN・明石昌夫

6thシングル。
7. おさえきれない この気持ち
  - 作詞・作曲:森友嵐士、編曲:T-BOLAN・明石昌夫

7thシングル。
8. すれ違いの純情
  - 作詞:森友嵐士、作曲:織田哲郎、編曲:T-BOLAN・葉山たけし

8thシングル。
9. 刹那さを消せやしない
  - 作詞:森友嵐士、作曲:森友嵐士・五味孝氏、編曲:T-BOLAN・明石昌夫

9thシングル。
10. 傷だらけを抱きしめて
  - 作詞・作曲:森友嵐士、編曲:T-BOLAN・明石昌夫

9thシングル両A面曲。
11. わがままに抱き合えたなら
  - 作詞・作曲:森友嵐士、編曲:T-BOLAN・明石昌夫

10thシングル。

### DISC 2
1. LOVE
  - 作詞・作曲:森友嵐士、編曲:T-BOLAN・葉山たけし

11thシングル。
2. No.1 Girl
  - 作詞・作曲:森友嵐士、編曲:T-BOLAN・明石昌夫

11thシングル「LOVE」のカップリング曲。
3. マリア
  - 作詞・作曲:森友嵐士、編曲:T-BOLAN・明石昌夫

12thシングル。
4. SHAKE IT
  - 作詞:森下桂人、作曲:森友嵐士、編曲:T-BOLAN・明石昌夫

13thシングル。
5. 愛のために 愛の中で
14thシングル。
6. Be Myself
  - 作詞・作曲:森友嵐士・五味孝氏、編曲:T-BOLAN・葉山たけし
  - 15thシングル。
7. Heart of Gold 1996
  - 作詞:森友嵐士、作曲:川島だりあ、編曲:T-BOLAN
  - 15thシングル両A面曲。アルバム初収録。
  - オリジナルは、2ndシングル「離したくはない」のカップリングに収録。
8. ずっと君を
  - 作詞・作曲:森友嵐士、編曲:T-BOLAN・葉山たけし

ベストアルバム『T-BOLAN 〜夏の終わりに BEST〜 LOVE SONGS+1 & LIFE SONGS』収録曲。
9. Re:I
  - 作詞:森友嵐士、作曲:五味孝氏、編曲:T-BOLAN

DVDシングル。
10. 俺たちのストーリー
  - 作詞:森友嵐士、作曲:五味孝氏、編曲:T-BOLAN

配信限定シングル及び、映像作品『T-BOLAN 30th Anniversary LIVE Tour「the Best」〜励〜』付属特典CD収録曲。
11. My life is My way 2020
  - 作詞・作曲:森友嵐士、編曲:T-BOLAN

配信限定シングル及び、映像作品『T-BOLAN 30th Anniversary LIVE Tour「the Best」〜励〜』付属特典CD収録曲。
オリジナルは、3rdアルバム『SO BAD』に収録。
12. 愛の爆弾=CHERISH 〜アインシュタインからの伝言〜
  - 作詞:森友嵐士、作曲・編曲:五味孝氏

6thアルバム『愛の爆弾=CHERISH 〜アインシュタインからの伝言〜』収録曲。